# Mirthe van Doornik
Mirthe van Doornik (Rotterdam, 8 mei 1982) is een Nederlandse schrijver en documentairemaker.
Ze groeide op in Rotterdam waar ze journalistiek studeerde. In 2016 won zij met haar verhaal De Sterren boven München de vakjuryprijs van de NPO Boekenweek Schrijfwedstrijd. Van Doornik publiceerde in 2018 haar debuutroman Moeders van anderen, die werd genomineerd voor de Bookspot Literatuurprijs en de Hebban Debuutprijs en werd bekroond met de ANV Debutantenprijs en de Lucy B. en C.W. van der Hoogtprijs. In 2021 verscheen de Duitse vertaling Uns zusammenhalten.
In mei 2023 verscheen haar tweede roman, Een tafel bij het raam.
Over haar tante die leed aan de neurologische ziekte ALS maakte ze samen met haar zus Jade van Doornik de documentaire Als Anneke. De film werd in juni 2017 door de NOS uitgezonden op NPO2.

## Publicaties
- juni 2017 - ALS Anneke, documentaire
- april 2018 - Moeders van anderen, Uitgeverij Prometheus[9]
- mei 2023 - Een tafel bij het raam, Uitgeverij Prometheus[6]

## Prijzen
- 2020 - Lucy B. en C.W. van der Hoogtprijs, voor Moeders van anderen
- 2019 - ANV Debutantenprijs (lezersprijs), voor Moeders van anderen